# امرالدین شریفی
امردین شریفی (زاده ۲ ژوئیه ۱۹۹۲ تهران، ایران) یک فوتبالیست اهل افغانستان است که به عنوان مهاجم برای باشگاه فوتبال نفتچی کوچکور قرقیزستان و تیم ملی فوتبال افغانستان بازی می‌کند

## دوران باشگاهی
وی در سال ۲۰۱۳ به شاهین آسمایی پیوست.
در سال ۲۰۱۸، او ۴ گل در جام باشگاه‌های بین‌المللی شیخ کمال ۲۰۱۷ به ثمر رساند، و او را به عنوان بهترین گلزن مسابقات معرفی کرد.

## دوران ملی
وی برای تیم ملی افغانستان برای چلنج کاپ آسیا ۲۰۱۴ در مالدیو انتخاب شد. آنها با فیلیپین، ترکمنستان و لائوس روبرو شد. او اولین گل خود را برای تیم ملی برابر پاکستان در یک بازی دوستانه در ۶ فوریه ۲۰۱۵ به ثمر رساند.

### گل‌های ملی
گل‌های امرالدین شریفی برای افغانستان.
| شماره | تاریخ        | محل برگزاری                    | حریف    | گل‌ها | نتیجه | مسابقه                 |
| ----- | ------------ | ------------------------------ | ------- | ---- | ----- | ---------------------- |
| ۱.    | ۶ فوریه ۲۰۱۵ | ورزشگاه پنجاب، لاهور، پاکستان  | پاکستان | ۱-۱  | ۱–۲   | دوستانه                |
| ۲.    | ۲۵ مه ۲۰۲۱   | مرکز عالی جبل علی، دبی، امارات | اندونزی | ۲–۰  | ۳–۲   | دوستانه                |
| ۳.    | ۳ ژوئن ۲۰۲۱  | ورزشگاه جاسم بن حمد، دوحه، قطر | بنگلادش | ۱–۰  | ۱–۱   | مقدماتی جام جهانی ۲۰۲۲ |